# Perspectiva islámica sobre el concubinato
En la ley islámica clásica, una concubina era una esclava soltera con quien su amo mantenía relaciones sexuales con su consentimiento.  El concubinato fue ampliamente aceptado por los eruditos musulmanes en los tiempos premodernos. La mayoría  de los musulmanes modernos, tanto eruditos como laicos, creen que el Islam ya no permite el concubinato y que las relaciones sexuales son religiosamente permitidas sólo dentro del matrimonio .
El concubinato era una costumbre practicada tanto en la Arabia preislámica como en el Cercano Oriente y el Mediterráneo en general. El Corán permitió esta costumbre al exigir que un hombre no tenga relaciones sexuales con nadie excepto con su esposa o concubina. Mahoma tenía una concubina, María la Copta, que le había sido regalada por al-Muqawqis y con quien tuvo un hijo. Algunas fuentes dicen que más tarde la liberó y se casó con ella,  mientras que otras lo cuestionan. Los juristas islámicos clásicos no pusieron ningún límite al número de concubinas que podía tener un hombre. Estaba prohibida la prostitución de concubinas. A la concubina que daba a luz a un niño se le concedía el estatus especial de umm al-walad ;  no podía ser vendida y quedaba automáticamente liberada después de la muerte de su amo.  Los hijos de una concubina eran considerados libres, legítimos e iguales en estatus a los hijos de la esposa de un hombre.
Con la abolición de la esclavitud en el mundo musulmán, la práctica del concubinato llegó a su fin.  Muchos musulmanes modernos ven la esclavitud como contraria a los principios islámicos de justicia e igualdad; sin embargo, vale la pena señalar que el Islam tenía un sistema de esclavitud diferente al de Occidente, que involucraba reglas y regulaciones muy complejas sobre cómo tratar a los esclavos.

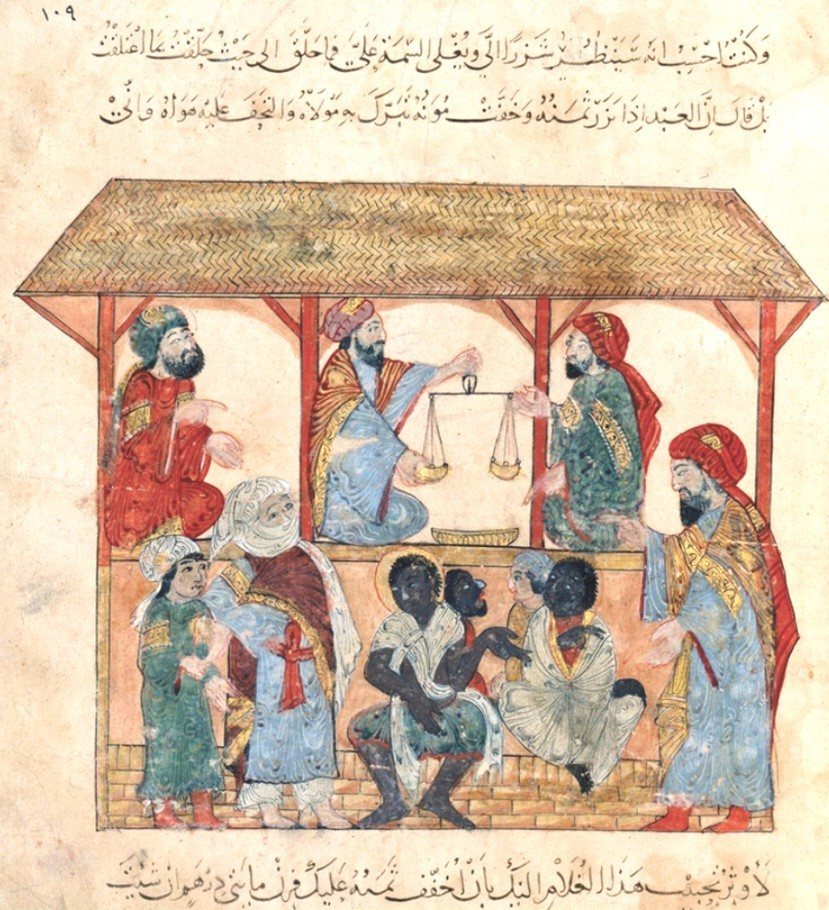
Mercado de esclavos del, Yemen. Los esclavos y las concubinas se consideran posesiones en la Sharia; se pueden comprar, vender, regalar y heredar cuando mueren los propietarios.

## Etimología
En el contexto de la ley islámica, una concubina es la esclava de un hombre con la que mantiene una relación sexual.   El término árabe clásico para designarla es surriyya, aunque los términos jariya, ama, mamluka también podrían referirse a una concubina. Se proponen varias etimologías del término para surriyya, cada una de ellas relacionada con un aspecto del concubinato: 
- de sarat, que significa eminencia, ya que una concubina disfrutaba de un estatus más alto que otras esclavas,
- de surur, que significa disfrute, ya que una concubina se adquiría por placer (a diferencia del trabajo),
- de sirr, que significa secreto, ya que la concubina estaba recluida en habitaciones privadas (por ejemplo, harén).

La mayoría de los estudiosos occidentales traducen surriyya como "concubina", aunque algunos utilizan el término "esclava-concubina".  Ni la palabra surriyya ni ningún término dedicado a una concubina o esclava aparece en el Corán, que sólo utiliza la frase ma malakat aymanukum en amplia referencia a los esclavos en general. La palabra ama aparece en el Corán 2:221. 

## Práctica preislámica
El concubinato de esclavas era una práctica aceptada en el antiguo Mediterráneo y Oriente Próximo. El concubinato de esclavos se practicaba en el imperio bizantino .  Sin embargo, esta práctica fue prohibida por el clero cristiano.  Las concubinas en las comunidades judías se conocen como pilegesh. Esta práctica con esclavos se menciona en los textos bíblicos.  El concubinato también era practicado por hombres ricos en el budismo y el hinduismo preislámicos. 
Existen similitudes y diferencias en el concubinato en el Islam y otras comunidades. Mientras que en el Islam los hijos de las concubinas eran automáticamente legítimos, éste no era necesariamente el caso en la Persia sasánida o entre los mazdeanos.  En cambio, el sah sasánida elegía una esposa principal y sólo sus hijos eran legítimos.  De manera similar, los cristianos que vivían en Persia no consideraban legítimos a los hijos de la concubina esclava.  El concubinato practicado por los romanos era generalmente monógamo,  mientras que el Islam no imponía límites al número de concubinas. Por otra parte, la práctica islámica de liberar a la concubina que había dado a luz a un hijo a la muerte del amo también se daba entre los cristianos persas. 
En la Arabia preislámica se practicaba el concubinato. El hijo de una concubina seguía siendo esclavo a menos que fuera liberado por el padre.  El niño tampoco sería considerado miembro de la tribu a menos que fuera liberado por el padre. Los padres árabes preislámicos se mostraban reacios a reconocer a sus hijos de concubinas negras. Por el contrario, bajo el Islam el reconocimiento de los hijos de concubinas como miembros de la tribu se volvió obligatorio.  Bernard Lewis sostiene que muchos árabes preislámicos nacieron de concubinas.  Por el contrario, Majied Robinson sostiene que el concubinato no se practicaba ampliamente en la Arabia preislámica. Sostiene que el concubinato a gran escala en el período omeya temprano no tenía sus raíces en las tradiciones Quraysh preislámicas, ni en el Corán, ni en la práctica de Mahoma; sino que el concubinato a gran escala fue causado por el deseo omeya de tener más hijos.